# Upomnienie kanoniczne
Upomnienie kanoniczne – najłagodniejsza z kar dyscyplinarnych dla osób duchownych, przewidzianych w prawie kanonicznym Kościoła katolickiego. 

## Charakterystyka
Zgodnie z tytułem IV części I księgi VI kodeksu prawa kanonicznego, upomnienie nie jest formalnie zaliczane do kar, a jedynie do środków karnych, nazywanych też środkami zaradczymi. Kanoniczna definicja upomnienia brzmi: 

Tego, kto znajduje się w bardzo bliskiej okazji popełnienia przestępstwa lub na kogo w wyniku przeprowadzonego dochodzenia pada poważne podejrzenie popełnienia przestępstwa, ordynariusz może osobiście lub przez innego upomnieć.

Decyzję o nałożeniu upomnienia podejmuje przełożony kościelny, któremu dany duchowny podlega zgodnie ze swoją inkardynacją. W przypadku duchowieństwa diecezjalnego jest to biskup diecezjalny, zaś w przypadku zakonników prowincjał lub inny przełożony tego samego szczebla, w zależności od stosowanej w danym zakonie tytulatury. Kanon 1320 upoważnia biskupa diecezjalnego do nakładania kar również na zakonników, jednak wyłącznie w zakresie, w jakim są mu oni podlegli, co w praktyce oznacza kwestie związane z prowadzeniem przez zakony parafii i innych instytucji diecezjalnych. Biskupów upominać może wyłącznie papież, przy czym może to uczynić osobiście lub za pośrednictwem odpowiedniej instytucji, np. nuncjatury apostolskiej lub Kongregacji ds. Biskupów. 
Kanon 1339 § 3 nakłada na upominającego obowiązek zachowania formy pisemnej upomnienia i przechowywania go w archiwum, przy czym dopuszczalne jest jego utajnienie. Upomnienie nie pociąga za sobą żadnych bezpośrednich konsekwencji dla ukaranego, o ile nie towarzyszy mu inna decyzja ordynariusza wobec upomnianego, np. pozbawienie misji kanonicznej (zakaz nauczania), zakaz wypowiedzi w mediach czy przeniesienie na inne stanowisko kościelne. Uważa się jednak, iż zignorowanie przez duchownego dwóch kolejnych upomnień kanonicznych może zostać uznane za przejaw uporu duchownego wobec zwierzchniej władzy kościelnej, co z kolei może być podstawą do znacznie surowszej kary suspensy.